# Sente (Go)
Sente (jap. 先手, kor. 선수 sunsoo) bedeutet übersetzt so viel wie vorausgehender Zug und wird in der Literatur mit Vorhand wiedergegeben. Es wird im Zusammenhang mit Gote, nachfolgender Zug, behandelt.
Ein Spieler hat Sente, wenn er im gegenwärtigen Moment nicht auf einen Zug des Gegners antworten muss. Das kann durch Tenuki (Ignorieren des Gegners) als eine Art Gambit erreicht werden. Ein Spieler bricht aus Gote aus und kann Sente erlangen, indem er zukünftige Verluste einsteckt, um die Initiative zu erhalten und an anderer Stelle zu spielen.
Eine im kleinen Spiel herausgespielte Vorhand kann zu großräumigen strategischen Zügen (Fuseki) genutzt werden, um auf ein Seki zurückzukommen oder um ein Atari zu vollstrecken. Anderseits kann das Aufgeben einer kleinen Stellung als Opfer – indem der Spieler auf einen Rettungszug verzichtet – in der Gesamtsituation am Brett Vorteile bringen. Korrektes Spiel im Endspiel kann darin bestehen, alle spielbaren Sente-Folgen zu spielen und dann die größte Gote-Folge auf dem Brett zu wählen. 
Wenn beide Spieler auf den Zug des jeweiligen Gegners nicht reagieren, kann sich das Spiel verkomplizieren. Beide Spieler werden in ihrem Zug Sente haben, die Züge, die sie machen, sind aber Gote. Ein Spieler stellt sich als der mit der schwächeren Position heraus und wird gezwungen sein, Gote zu antworten, um größeren Schaden zu vermeiden.